# Старченков, Геннадий Иванович
Геннадий Иванович Старченков (1929—2014) — российский советский учёный, экономист, востоковед-тюрколог и курдовед, доктор экономических наук, , Профессор,  Ветеран Труда, член-корреспондент Международной Славянской академии.

## Биография
Родился в семье, где мать была учительницей, а отец — директором школы. Его отец, Старченков Иван Николаевич, в 1937 году подвергся репрессиям, но в 1938 году был выпущен из тюрьмы. Затем отец Г. И. Старченкова участвовал в Великой Отечественной войне и воевал в составе Красной Армии в 1941—1945 годах.
В 1948 г. — Г. И. Старченков поступил в Московский институт востоковедения на турецкое отделение, где одним из преподавателей турецкого языка был В. П. Арабаджи.
В 1964 — поступил в заочную аспирантуру по экономике Турции в Институте востоковедения АН СССР.
В 1965 — защитил кандидатскую диссертацию по экономике Турции.
В 1966 — зачислен в Институт мировой экономики и международных отношений (ИМЭиМО) АН СССР. Вскоре он стал м.н.с. — младшим научным сотрудником Отдела политики и экономики развивающихся стран, а его непосредственным начальником оказался В. М. Колонтай, внук знаменитой бабушки. Там же он познакомился с Мирским Г.И.
В 1972 — поступил на должность старшего научного сотрудника в Секции общественных наук Президиума АН СССР, которую возглавлял вице-президент АН СССР П. Н. Федосеев.
В 1974 — вернулся обратно в Институт востоковедения АН СССР, когда его директором был бывший первый секретарь КПСС Таджикской ССР академик Б. Г. Гафуров.
Старченков Г. И. проработал более 50 лет в различных учреждениях Академии Наук.
За это время он вырос в крупного специалиста по экономике современной Турции, опубликовал свыше 200 работ, в том числе 4 монографии, по вопросам демографии, миграции, трудовых и минеральных ресурсов Турции и других стран ближнего Востока. Он плодотворно работал в отделе стран Ближнего и Среднего Востока под руководством Белокреницкого В. Я., доктора исторических наук, профессора, зам директора Института востоковедения АН СССР.
Так же он тесно сотрудничал с Примаковым Е. М., когда тот был на посту директора Института востоковедения АН СССР в 1977—1985 годах.
В круг его научных интересов входили актуальные проблемы современности, касающиеся многих стран, и не только Востока.
Старченков являлся активным членом Всесоюзного общества «Знание» и объездил много городов с лекциями.
Он был известен как популяризатор знаний в самой широкой аудитории, как активный участник научных конференций и симпозиумов.
Одновременно Старченков Геннадий Иванович постоянно вел большую педагогическую работу и долгие годы был сотрудником РЭУ им. Г. В. Плеханова (с 1990 г.)
Он работал там на Кафедре мировой экономики под руководством Хасбулатова Руслана Имрановича.
Кроме Института востоковедения РАН и Московского института народного хозяйства им. Г. В. Плеханова, Старченков трудился и в Российской государственной академии интеллектуальной собственности (с 2007 г.), где до последнего момента вел научную и педагогическую деятельность.
Отстаивая свои политические взгляды, участвовал в телевизионной передаче Сванидзе: «Суд историй» на стороне Кургиняна против Хакамады и Млечина.
Также, 25 ноября 2012 года Фонд «Здравомыслие» провёл в двух залах гостиницы «Метрополь» открытую конференцию, посвященную проблеме все более интенсивной экспансии религиозных организаций в светскую жизнь, где Старченков Геннадий Иванович принимал активное участие.
Умер в 2014 году. Похоронен в Москве на Введенском кладбище.

## Основные произведения
- Агрессивные военные блоки и внешняя торговля Турции(1952—1962), 1964
- Проблемы занятности и миграции населения Турции, 1975
- Трудовые ресурсы Турции: демографический, экономический и социальный аспекты , 1981
- Население Турецкой Республики: демографо-экономический очерк, 1990
- Блеск и нищета суверенного Узбекистана, 1995
- Трудовые миграции между Востоком и Западом, 1997
- Глобализация по-американски — главная опасность XXI века, 2002
- Христианство и Церковь глазами ученого-атеиста , 2002
- Нефть и газ в экономике и политике Турции (XIX—XXI вв.), 2003
- Каспийская нефть в региональной экономике и мировой политике , 2006
- Нефть и газ в экономике РФ, 2011
- Азиатская альтернатива, 2011
- «Газпром» — крупнейший международный предприниматель РФ, 2011
- Актуальные проблемы инновационной модернизации России: монография, 2012
- Демографические парадоксы в России, 2012
- Нефтяной фактор в Иракском Курдистане, 2012
- Курды в ближневосточной смуте, 2013
- Учёные шутят или весёлый массаж извилин, 2013 (в книге очень интересное вступление — это практически биография автора)

## Семья
Был женат, разведён, дочь Виктория, внук Александр.

## Увлечения
Увлекался настольным теннисом, являлся кандидатом в мастера спорта. В 1990 г. стал чемпионом СССР среди ветеранов, а в 1991 г. съездил в Гѐтеборг (Швеция) на европейские соревнования. Даже после 75 лет участвовал в соревнованиях в категории «Ветераны. Мужчины 75 лет и старше».
- Классификационные списки ветеранов № 2 2002 года (рейтинг организован Ассоциацией ветеранов настольного тенниса России)
- Результаты осенних Народных игр-2007 по настольному теннису, «Лужники»